# Odontosciara impostor
Odontosciara impostor är en tvåvingeart som först beskrevs av Enrico Adelelmo Brunetti 1912.  Odontosciara impostor ingår i släktet Odontosciara och familjen sorgmyggor. Inga underarter finns listade i Catalogue of Life.